# یوسف بلایلی
یوسف بلایلی (انگلیسی: Youcef Belaïli؛ زادهٔ ۱۴ مارس ۱۹۹۲) بازیکن فوتبال اهل الجزایر است.
از باشگاه‌هایی که در آن بازی کرده‌است می‌توان به باشگاه فوتبال مولودیه وهران، باشگاه فوتبال اتحاد الجزایر، و باشگاه فوتبال اسپرانس تونس اشاره کرد.
وی همچنین در تیم‌های ملی فوتبال الجزایر بازی کرده‌است.